# Луа, Робер
Робер Луа (фр. Robert Loua; род. 1 января 1969) — гвинейский легкоатлет, выступавший в беге на короткие дистанции. Участник летних Олимпийских игр 1988 и 1996 годов.

## Биография
Робер Луа родился 1 января 1969 года.
В 1987 году участвовал в чемпионате мира по лёгкой атлетике в Риме. В беге на 100 метров выбыл в 1/8 финала, заняв последнее, 8-е место в забеге с результатом 11,09 секунды.
В 1988 году выступал на юниорском чемпионате мира в Садбери. В беге на 100 метров выбыл в 1/8 финала (11,25), в беге на 200 метров был дисквалифицирован.
В том же году вошёл в состав сборной Гвинеи на летних Олимпийских играх в Сеуле. В беге на 100 метров в 1/8 финала занял 6-е место, показав результат 11,20 и уступив 0,52 секунды попавшему в четвертьфинал с 3-го места Иссе Алассану-Уссени из Бенина. В беге на 200 метров в 1/8 финала занял последнее, 6-е место, показав результат 22,78 и уступив 1,49 секунды попавшему в четвертьфинал с 4-го места Андреасу Бергеру из Австрии.
В 1996 году вошёл в состав сборной Гвинеи на летних Олимпийских играх в Атланте. В беге на 100 метров в 1/8 финала занял предпоследнее, 8-е место, показав результат 11,21 и уступив 0,83 секунды попавшему в четвертьфинал с 3-го места Александросу Геновелису из Греции.

## Личные рекорды
- Бег на 100 метров — 10,5 (1988)[4]
- Бег на 200 метров — 21,5 (1996)[4]

## Семья
Младший брат — Жозеф Луа (род. 1976), гвинейский легкоатлет. Участник летних Олимпийских игр 1996 и 2000 годов.